# Lucien Sève
Lucien Sève (Chambéry, 9 dicembre 1926 – Clamart, 23 marzo 2020) è stato un filosofo, attivista e insegnante francese.
È stato un membro attivo del Partito Comunista Francese dal 1950 al 2010.
Nel 1969 è autore dell'opera Marxisme et théorie de la personnalité (Marxismo e teoria della personalità).
Il lavoro è stato tradotto in 25 lingue diverse.
Il suo lavoro del 1978, Man in Marxist, teoria e psicologia della personalità, si concentrava sul modo in cui la personalità era un "prodotto delle relazioni sociali".
Questa opera si opponeva fortemente all'opinione di Hans Eysenck secondo cui la personalità era un misto di genetica e comportamenti appresi.
Nel 1990 scrisse Communisme: quel second souffle? e dal 2004 al 2019, ha lavorato su quattro volumi di Penser avec Marx aujourd'hui (Pensare con Marx oggi)
Le opere miravano a mettere in evidenza quello che Sève percepiva come problemi riguardanti l'interpretazione del marxismo da parte della gente, incluso lo stalinismoe le teorie di Louis Althusser e Gilles Deleuze che Sève riteneva incompatibili con il marxismo.
Il primo dei quattro volumi era intitolato Marx et nous (Marx e noi) e il secondo volume, pubblicato nel 2008, era intitolato L’homme? (La persona).
Nel 2008, gli è stato assegnato un premio dall'Unione razionalista.

## Biografia
Sève nacque nel 1926 a Chambéry.
I suoi genitori gestivano una casa editrice per libri per bambini.
Studiò al Lycée de Chambéry e al Lycée du Parc.
Sève entrò nell'École normale supérieure nel 1945, dove ottenne la laurea in filosofia nel 1949.
Divenne insegnante di filosofia in un liceo a Bruxelles, sebbene in seguito sia stato rimosso dal posto a causa delle sue convinzioni marxiste.
Sève prestò servizio militare in Algeria, dal 1952 al 1953.
Dopo il servizio militare, lavorò al Lycée Saint-Charles di Marsiglia.
Nel 1952, Sève sposò Françoise Guille a Gap, Hautes-Alpes, ed ebbe da lei due figli. Françoise Guille morì nel 2011.

### Attivismo politico
Sève era un politzeriano accanito.
Sostenne le opinioni dei colleghi filosofi marxisti francesi Louis Althusser e Roger Garaudy, sostenendo che il PCF dovrebbe seguire alcuni aspetti umanistici della filosofia marxista.
Tuttavia, Sève si concentrò anche su una base scientifica, piuttosto che puramente umanista o non umanista, per il marxismo, qualcosa che era diverso dalla maggior parte delle idee marxiste dell'Europa occidentale dell'epoca.
La maggior parte dei partiti comunisti occidentali, incluso il Partito comunista francese, si stavano muovendo verso la socialdemocrazia.
Si concentrò anche sul rapporto tra marxismo e psicologia.
Sostenne un regime comunista in cui il Partito Comunista era la forza dominante, e come tale le sue opinioni sono state confrontate con l'URSS di Joseph Stalin. Tuttavia, dopo la morte di Stalin, Sève sostenne la de-stalinizzazione dell'URSS.
Nel 1950, Sève si unì al Partito comunista francese (PCF).
Fu eletto membro del Comitato Centrale nel 1961, e rimase eletto fino al 1994.
Dal 1970 al 1982 ha diretto la casa editrice PCF.
Venne nominato perché i membri del PCF lo consideravano uno dei migliori intellettuali del partito.
Nel 1970, ha partecipato a una tavola rotonda organizzata da Catherine Clément, che comprendeva anche Serge Leclaire e André Green.
Durante gli anni Ottanta, Sève iniziò a prendere le distanze dal PCF, dopo disaccordi con i leader politici.
Negli anni Ottanta, Sève sostenne la creazione del comitato di etica medica Comité consultatif national d'éthique (CCNE).
Fu membro del comitato CCNE dal 1983 al 2000: era un sostenitore del test sugli embrioni, ma solo da embrioni in eccesso di fecondazione in vitro. Considerava gli embrioni come "il potenziale di un essere umano", quindi ammetteva il loro utilizzo esclusivamente come test non etico.
Sève aveva anche delle opinioni molto forti su come scrivere una biografia marxista.
Le sue idee includevano criteri molto specifici, anche se quasi irrealizzabili, che riteneva dovessero essere rispettati per tutte le biografie marxiste.
Fu membro fondatore del progetto Grande Édition de Marx et d'Engels, che mirava a tradurre e ripubblicare tutte le opere di Marx e Friedrich Engels.
Nel 1984 propose una rifondazione del PCF, sostenendo che il partito aveva perso la sua via ispiratrice.
Sève si ritirò dal partito nel 2010, citando una mancanza di sostegno politico per il partito alle elezioni presidenziali francesi del 2007 e alle elezioni regionali francesi del 2010, nonché un disgusto per il movimento più giovane del partito.
Nel 2019, in occasione del trentesimo anniversario della caduta del muro di Berlino, Sève ha concesso un'intervista in cui ha affermato che il comunismo è ancora attuale e che Karl Marx era in anticipo di secoli.

### Morte
Sève è deceduto il 23 marzo 2020 a causa della pandemia di COVID-19, all'età di 93 anni.

## Opere
- Sève, L. (1954), La Science (The science), Les Éditions scolaires
- Sève, L. (1969), Marxisme et théorie de la personalité (Marxism and theory of personality), Éditions sociales.
- Sève, L. (1974), Textes sur la méthode de la science économique (Texts on the method of economics), Éditions sociales
- Sève, L. (1975), Marxism and the theory of human personality, Lawrence & Wishart
- Sève, L., & Clément, C. (1977). Pour une critique marxiste de la théorie psychanalytique (For a Marxist critique of psychoanalytic theory), Éditions sociales
- Sève, L. (1978), Man in Marxist theory and the psychology of personality, Hassocks: Harvester Press
- Sève, L. (1980), Une introduction à la philosophie marxiste: Suivie d’un vocabulaire philosophique (An introduction to Marxist philosophy: Followed by a philosophical vocabulary), Éditions sociales
- Sève, L. (1984), Structuralisme et dialectique (Structuralism and dialectics), Messidor/Editions sociales
- Sève, L. (1994), Pour une critique de la raison bioéthique (For a critique of bioethical reason), Odile Jacob
- Sève, L. (1998), Sciences et dialectiques de la nature (Natural sciences and dialectics), La Dispute
- Sève, L. (1999), Commencer par les fins: La nouvelle question communiste (Start with the Ends: The New Communist Question), La Dispute
- Sève, L. (2001), Sciences de l’homme et de la société: La responsabilité des scientifiques (Human and social sciences: The responsibility of scientists), L’Harmattan
- Sève, L. (2004), Marx et nous (Marx and us), La Dispute
- Sève, L. (2005), Émergence, complexité et dialectique: Sur les systèmes dynamiques non linéaires (Emergence, complexity and dialectics: On nonlinear dynamical systems), Odile Jacob
- Sève, L. (2006), Qu’est-ce que la personne humaine? (What is the human person?), La Dispute
- Sève, L. (2008), L’homme? (The Person), La Dispute
- Sève, L., & Ollman, B. (Eds.) (2008), Dialectics for the new century, Palgrave Macmillan